# Tommaso III Filomarino

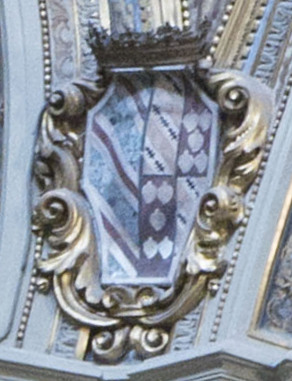
Escudo de armas de Tommaso en la iglesia del Gesú Vecchio, de su patronazgo.

Tommaso III Filomarino, príncipe della Rocca(-Nápoles, 18 de noviembre de 1630) fue un noble napolitano.

## Biografía
Fue uno de los hijos del matrimonio habido entre Giovanni Battista Filomarino, conde de la Rocca d’Aspro y su esposa Violante Carafa. Tuvo otros hermanos:
- Cornelia Filomarino, casada con Marzio Pignatelli (-1601), marqués de Spinazzolla.
- Marco Antonio Filomarino (-1634), casado con  con Cornelia Caracciolo Pisquizi (1574-1651).
- Vittoria Filomarino, casada con Luigi Pignatelli, señor de Marsiconovo.
- Ippolita Filomarino, casada con Orazio Caracciolo Pisquizi (-1612), señor de Casalnuovo.
- Giacomo Filomarino.

El 14 de mayo de 1588 contrajo matrimonio con la noble napolitana, de origen español, Beatrice di Guevara, hija de Giovanni di Guevara, I duque de Bovino y su esposa Isabella Fraginpani della Tolfa. De este matrimonio nacerían siete hijos:
- Giovanni Battista Filomarino (1589-).
- Violante Filomarino (1590-1604).
- Anna Maria Filomarino (1594-).
- Isabella Filomarino, baronesa de Castellabate (1600-1679) casada el 4 de abril de 1622 con Giangirolamo il Guercio delle Puglie Acquaviva d'Aragona, duque de Nardò (1600-1665).
- Maria Filomarino (1603-).
- Francesco Filomarino, conde de Castello 1603-1630 casado el 4 de octubre de 1628 con Clarice de Capua (1602-1637)
- Giovanni Filomarino.

En 1603 financió la reconstrucción de la iglesia del Colegio del Nombre de Jesús, regido por los jesuitas, en Nápoles. La Compañía lo consideró patrono de la iglesia en la que se dispusieron las armas de Tommaso. 

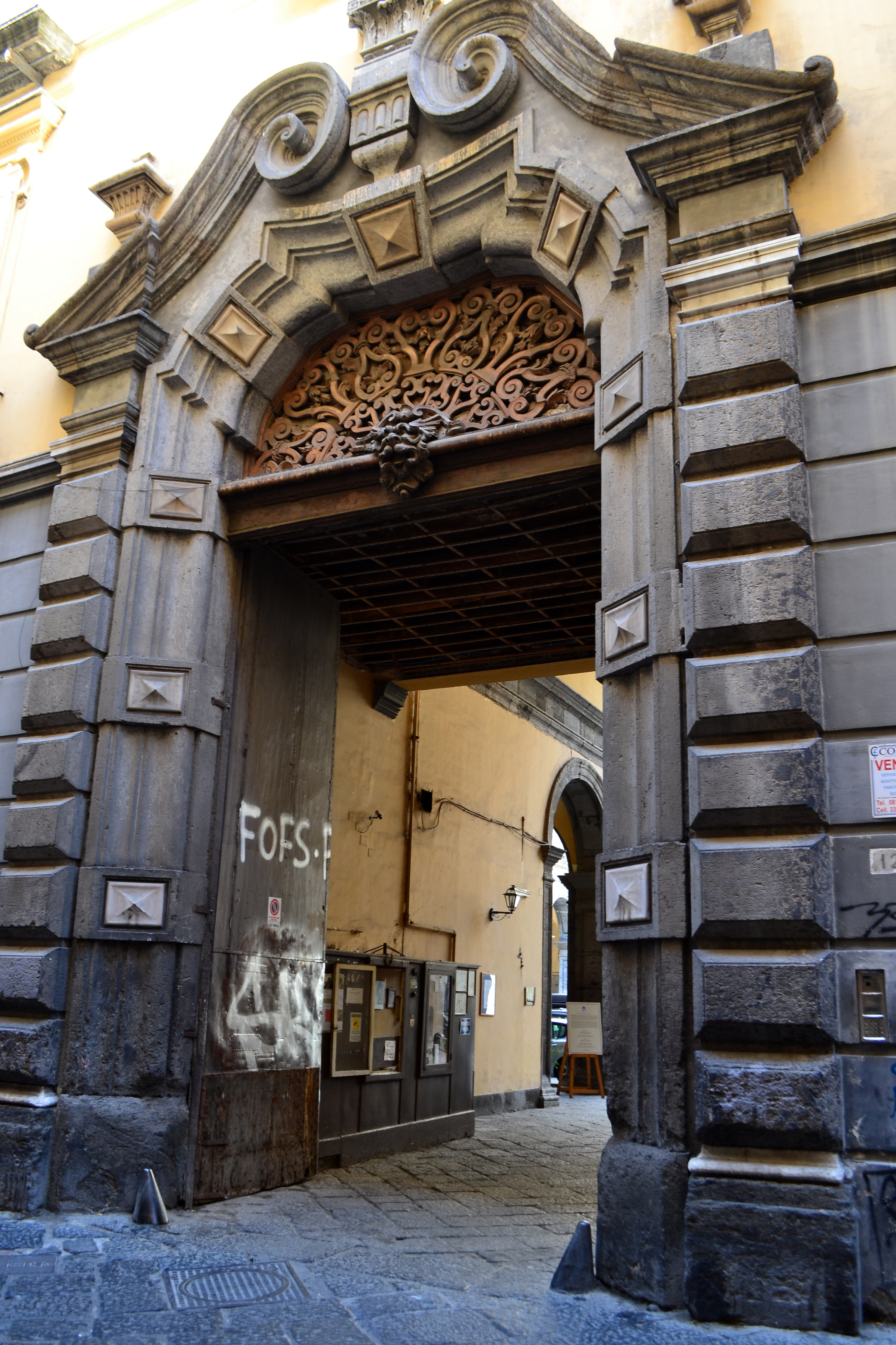
Portal del Palacio Filomarino

Tras la muerte de Niccolò Bernardino Sanseverino, príncipe de Bisignano en 1606, Tommaso adquirió un  palacio de su propiedad en Nápoles a su esposa Isabella Feltria della Rovere.
Murió el 18 de noviembre de 1630 en Nápoles.

## Títulos
- I Príncipe de la Rocca.[3]
- I conde de Castello (17 de noviembre de 1612) en sustitución del título de I conde de la Rocca d'Aspro.[3]
- I conde de la Rocca d'Aspro (1 de febrero de 1610)[4]